# Marion Torrent
Marion Torrent, född den 17 april 1992, är en fransk fotbollsspelare som spelar för Montpellier i Frankrike. Torrent ingick i Frankrikes lag under VM i Frankrike 2019.